# Godzilla: Eine Stadt am Rande der Schlacht
Godzilla: Eine Stadt am Rande der Schlacht (japanisch GODZILLA 決戦機動増殖都市 Gojira: Kessen Kidō Zōshoku Toshi) ist ein japanischer, computeranimierter Anime aus dem Jahr 2018. Regie in dem von den Polygon- und Tōhō-Studios produzierten Film führten Kōbun Shizuno und Hiroyuki Seshita. Der Anime ist insgesamt der 33. Film des Godzilla-Franchises, der 31. Film, der von Tōhō produziert wurde, und der zweite Animationsfilm der Filmreihe. Der Film, erschienen am 18. Mai 2018 in Japan, ist die Fortsetzung des 2017 erschienenen Anime Godzilla: Planet der Monster.

## Handlung
Am Ende des ersten Teils, als der riesige Godzilla erschienen ist, rettet Miana den Protagonisten Haruo Sakaki. Das Mädchen ist, wie sich herausstellt, eine Angehörige des indigenen Stammes der Houtua, der seit dem Beginn der Herrschaft Godzillas über die Erde überlebt hat. Die Houtua erzählen Haruo, dass ihr Gott von Godzilla vernichtet wurde, dass jedoch Eier vorhanden sind. Inzwischen wird ein Metall entdeckt, das verwendet werden kann, um „Mechagodzilla“ herzustellen, der einst am Fuji zerstört worden war.

## Rezeption
- Lexikon des internationalen Films: „Das filmische Mittelstück hält sich mit Kampfszenen weitgehend zurück und wendet lange philosophierende Gespräche auf, die aber wenig dazu beitragen, die Charaktere zu vertiefen. Abgesehen von einigen spektakulären Momenten tritt der Film zudem ziemlich auf der Stelle.“[2]